# Maria Arnal
Pour les articles homonymes, voir Arnal.
Maria Arnal Dimas, née le 8 février 1987 à Badalone, est une artiste, chanteuse et compositrice espagnole de Catalogne.

## Biographie
Maria Arnal naît le 8 février 1987 à Badalone, en Catalogne.
Elle passe son enfance et son adolescence dans la ville de Badalone, dans une famille de professeurs liée à l'apprentissage musical. Elle s'intéresse très jeune à la musique et participe à des compétitions de chorales dans sa scolarité. Elle apprend le piano et la guitare, et vers l'âge de 10 ans, prend des cours de théâtre à l'Escola Betúlia de Badalone, institution scolaire avec laquelle elle reste liée.
Plus tard, elle vit deux ans à Lisbonne où elle s'imprègne des musiques traditionnelles du Portugal. De retour en Catalogne, elle est étudiante à l'université autonome de Barcelone et à l'université Pompeu-Fabra. Elle poursuit également une collaboration de comédienne à l'Institut del Teatre.[réf. souhaitée]
Elle s'oriente ensuite définitivement vers la musique. Son style musical mélange dans ses compositions la pop et les musiques électroniques et traditionnelles. Elle est l'une des artistes reconnues du festival Primavera Sound de Barcelone.
En 2019, elle crée la musique du film Els dies que tindran de Carlos Marqués-Marcet.
En 2025, Maria Arnal est nommée à l'occasion de la 39e cérémonie des Goya dans la catégorie meilleure chanson originale pour La Vierge rouge de Paula Ortiz, film biographique dédié à la militante féministe Hildegart Rodríguez Carballeira.

## Récompenses
- Prix Gaudi 2025 : meilleure musique pour le film Polvo serán[10].

## Nominations
- Prix Gaudí 2024 : avec Nora Haddad , meilleure musique pour le film Alteritats;
- Prix Goya 2025 : meilleure chanson originale pour le film La Vierge rouge de Paula Ortiz.

## Discographie
- Remescles, acoples i melismes (EP, 2015)
- Verbena (EP, 2016), avec le musicien Marcel Bagés[11]
- 45 cerebros y 1 corazón (LP, 2017)
- Clamor (2021)